# Francesco Fontebasso

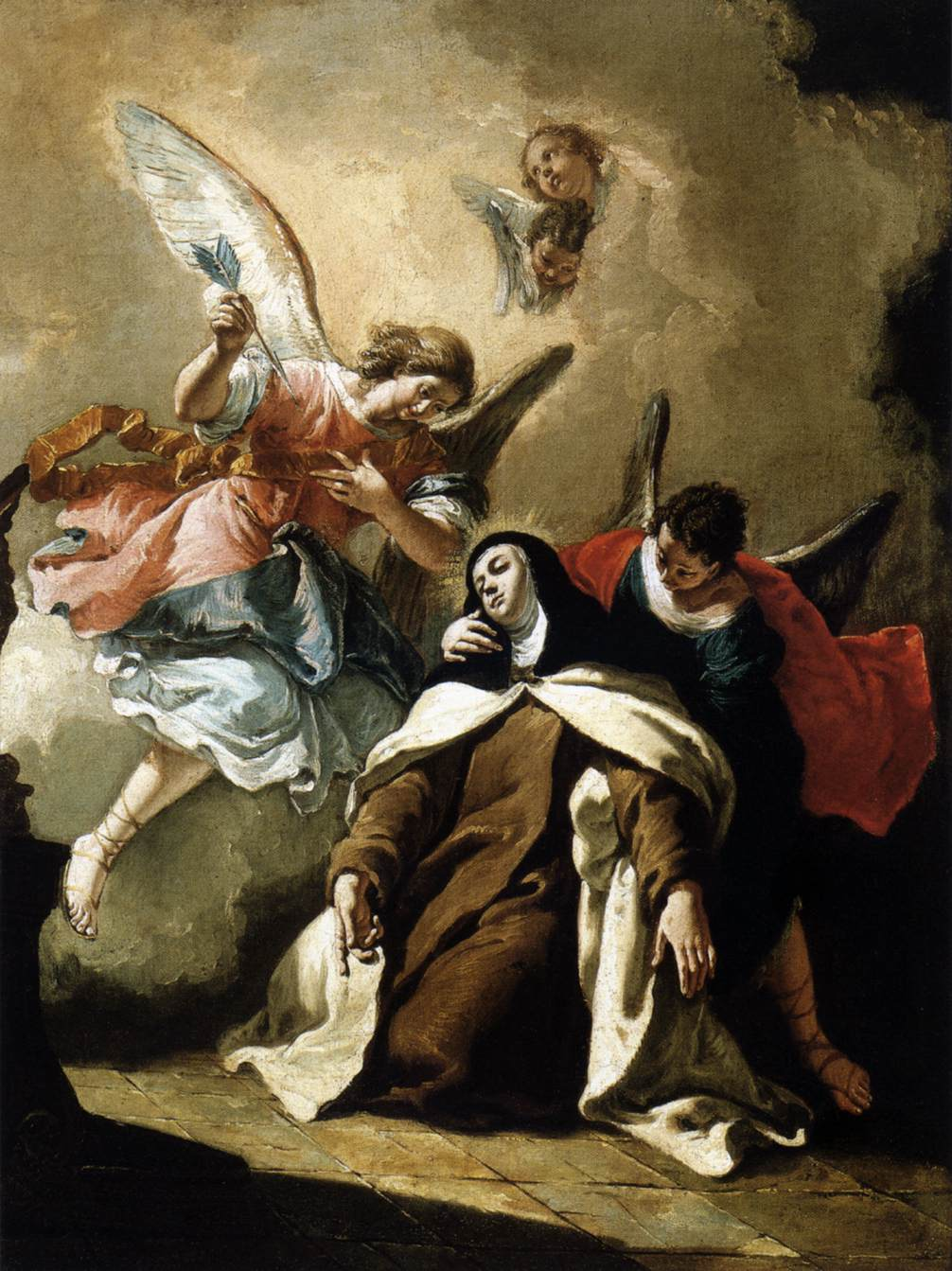
Éxtasis de santa Teresa, óleo sobre lienzo, 72 x 56 cm, Budapest, Szépművészeti Múzeum.

Francesco Salvatore Fontebasso (Venecia, 1709-1769) fue un dibujante, grabador y pintor rococó italiano. Además de en Venecia, donde pasó la mayor parte de su vida y realizó el grueso de su obra, en su mayor parte dedicada a la decoración de iglesias y palacios, trabajó al óleo y al fresco en Roma, Trento, Treviso, Padua y San Petersburgo.

## Biografía
Formado con Sebastiano Ricci, del que tomó el color luminoso que caracterizará siempre a su pintura, se dejó influir también por el rico sentido decorativo de Giambattista Tiepolo, con quien pudo encontrarse en 1730, y por la opulencia del Veronés. Siguiendo el ejemplo de Ricci completó su formación en Roma, a donde marchó en 1728, y obtuvo el tercer premio de prima classe de pintura por dos dibujos que constituyen su primera obra conocida: el banquete de Baltasar y Adán y Eva.

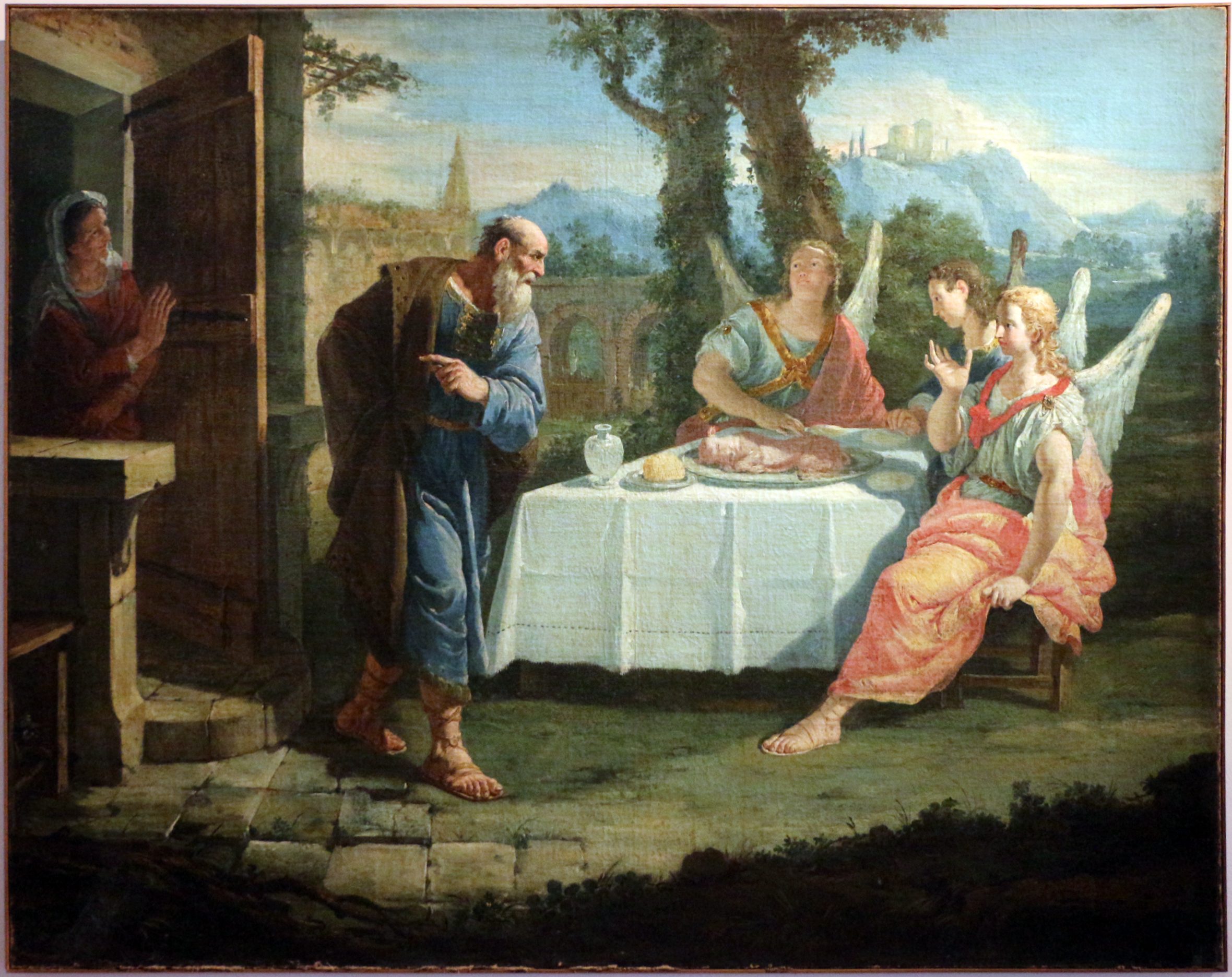
Abraham y los tres ángeles, 1759, óleo sobre lienzo, Trento, Museo diocesano tridentino.

De vuelta en Venecia, las pinturas que realizó en los primeros años de la década de 1730, como la Adoración de los pastores de la iglesia de San Martino en Burano o los frescos de la iglesia de los jesuitas con la Aparición de los tres ángeles a Abraham y Elías arrebatado al cielo en el carro de fuego, revelan ese conocimiento del Tiepolo. Asentado en Venecia y con importantes encargos, en 1734 se inscribió en la fraternidad de los pintores y en 1736 contrajo matrimonio con Angela Maria Belli, fallecida en 1743 dejándole cinco hijos. Tras la celebración del matrimonio marchó a Trento donde pintó en el ábside de la iglesia de la Annunziata la Caída de los ángeles rebeldes con profusión de escorzos. En torno a 1740 pintó tanto al fresco como al óleo y sobre lienzo para diversos palacios venecianos, entre ellos los palacios Barbarigo y Bernardi, y para las iglesias del Angelo Raffaele y de San Salvador. Hacia 1750 pintó en la iglesia de Santa Margarita de Padua dos lienzos con el martirio de la santa, solo uno conservado, y en Treviso, en el palacio Pola, el Encuentro de Cayo Marcio Coriolano con su madre y La continencia de Escipión, ambos en colección privada. Pero interesado al mismo tiempo por los asuntos de la vida cotidiana y la pintura de género pintó en estos años también cuadros de pequeño formato como la Lección de geometría del musée des Beaux-Arts de Tours, o el atribuido Muchacho con canasta del Museo Cerralbo de Madrid. Fue además un prolífico dibujante, que dejó numerosos dibujos acabados y, como producto final, destinados a coleccionistas, y grabador al aguafuerte de algunas de las obras de Sebastiano Ricci. El Museo del Prado conserva un lienzo suyo, El esposo y las vírgenes necias, y un conjunto de nueve dibujos.
En 1759 volvió a Trento para decorar con historias del Antiguo Testamento, ahora dispersas, dos salas del castillo del Buonconsiglio por encargo de su obispo, Felice Alberti d’Enno, y en 1760, contando con la colaboración de su hijo Domenico, pintó una Gloria en la bóveda de la iglesia de Montebelluna. Al año siguiente marchó a San Petersburgo con un importante encargo, previamente ofrecido a Tiepolo: la pintura de una Resurrección para el techo de la iglesia del Palacio de Invierno, destruida por un incendio en 1837. Hasta agosto de 1762 permaneció en Rusia dejando alguna otra obra en el palacio e impartiendo clases de pintura a los alumnos de la Academia imperial de las artes. De vuelta a Venecia, al tiempo  que reanudó las labores decorativas en un sentido cada vez más clásico, continuó con la labor docente hasta ser nombrado príncipe de la Academia veneciana poco antes de su muerte.